# Elektron-neutrino
Een elektron-neutrino of e-neutrino (symbool {\displaystyle \nu _{e}}) is het neutrino dat optreedt als de isospin-partner van het elektron.
Het is een ongeladen lepton. Het is dus een elementair deeltje of meer algemeen een subatomair deeltje. Het heeft spin ½ en is dus een fermion. Het elektron-neutrino ontstaat bij bètaverval. Het is zeker dat het elektron-neutrino een massa bezit, maar deze is kleiner dan 3 eV/c².
Het elektron-neutrino is een neef (1e generatie, eerst ontdekt, lichtst, meest stabiel) van het muon-neutrino (2e generatie) en het tau-neutrino (3e generatie, laatst ontdekt, zwaarst, minst stabiel). Net als de andere twee neutrino's heeft ook het elektron-neutrino een antideeltje – het elektron-antineutrino. Zie het standaardmodel van de deeltjesfysica voor meer gegevens.